# آبالور
آبالور (به لاتین: Abalur) در هند است که در کارناتاکا واقع شده‌است.